# Festuca austrouralensis
Festuca austrouralensis là một loài thực vật có hoa trong họ Hòa thảo. Loài này được Kulikov mô tả khoa học đầu tiên năm 1998.